# Paul Butler (Bischof)

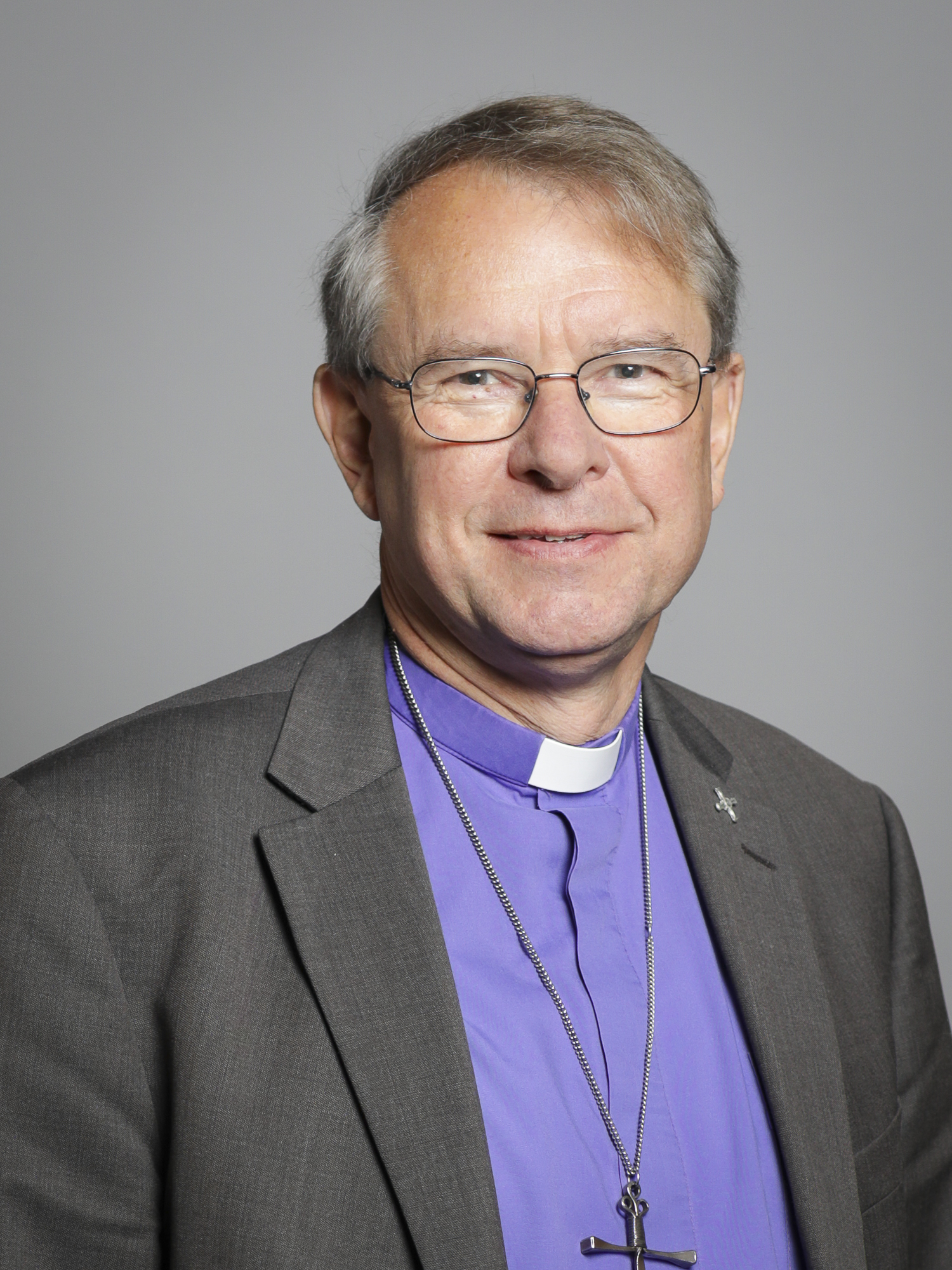
Paul Butler, 2019

Paul Roger Butler (* 18. September 1955 in Kingston upon Thames) ist ein britischer anglikanischer Theologe. Er war von 2010 bis 2014 Bischof der Diözese Southwell und Nottingham und von 2014 bis 2024 der Diözese Durham in der Church of England.

## Leben
Butler besuchte die Kingston Grammar School in Kingston upon Thames im Südwesten von London. Er studierte an der University of Nottingham, an der er 1977 mit einem Bachelor of Arts (BA) in den Fächern Englisch und Geschichte abschloss. In dieser Zeit war er Gemeindemitglied in der Christ Church in Chilwell. Von 1977 bis 1978 arbeitete er als Sekretär bei der evangelikalen christlichen Wohlfahrtsorganisation Universities and Colleges Christian Fellowship (UCCF). Er studierte dann von 1980 bis 1983 Theologie am Wycliffe Hall College der Universität Oxford.
In den Jahren 1983 bis 1987 war er Vikar (Curate) an der All Saints Church, gleichzeitig mit Zuständigkeit für die Holy Trinity Church in Wandsworth in der Diözese von Southwark. Von 1987 bis 1994 war er als Evangelist bei der Scripture Union, einer Bibelgesellschaft, in Inner London tätig, ab 1992 war dort stellvertretender Leiter der Mission (Deputy Head of Mission). Von 1987 bis 1994 war er ehrenamtlicher Geistlicher (Non-Stpendiary Minister) an St. Paul in East Ham in der Diözese Chelmsford. Ab 1994 wechselte er dauerhaft in die Diözese von Chelmsford. Er war dort von 1994 bis 1997 Pfarrer (Priest-in-Charge) an der St. Mary's Church in Walthamstow, gleichzeitig mit der Zuständigkeit für St Stephen, und Pfarrer an der St Luke's Church. In den Jahren 1997 bis 2004 war er Dekan (Team Rector) in Walthamstow, gleichzeitig auch Regionaldekan (Area Dean) von Waltham Forest. Im Jahr 2004 wurde er als „Bischof von Southampton“ Suffraganbischof in der Diözese Winchester. In dieser Funktion war er auch für die Kanalinseln Guernsey und Jersey zuständig. Er wurde am 24. Juni 2004 vom Erzbischof von Canterbury, Rowan Williams, zum Bischof geweiht und in der Southwark Cathedral in sein Amt eingeführt.
Im Juni 2009 wurde er als Nachfolger von George Henry Cassidy, der im September 2009 in Ruhestand ging, zum Bischof von Southwell und Nottingham ernannt. Am 27. Februar 2010 wurde er mit einem feierlichen Gottesdienst im Southwell Minster in sein Amt eingeführt.
Im September 2013 wurde bekanntgegeben, dass Butler der neue Bischof von Durham werde. Er trat damit die Nachfolge von Justin Welby an. Dieser war 2013 zum Erzbischof von Canterbury gewählt worden. Im Januar 2014 wurde Butlers Wahl zum Bischof von Durham in einem feierlichen Gottesdienst im York Minster offiziell bestätigt. Er ist damit auch formell Bischof von Durham. Seine Inthronisation erfolgt am 22. Februar 2014 in der Durham Cathedral.
Im Juli 2023 kündigte Butler an, im Februar 2024 seinen Ruhestand anzutreten und vom Amt des Bischofs von Durham zurückzutreten. Seit dem 29. Februar 2024 wird das Amt kommissarisch von Sarah Clark, der Bischöfin von Jarrow geführt.
Butler gilt als anerkannter Theologe. Er verfasste mehrere Bücher, Aufsätze, Zeitschriften- und Radiobeiträge zu verschiedenen Themen des christlichen Glaubens. Zu seinen Veröffentlichungen gehören unter anderem die Bücher Reaching Children (1992), Following Jesus (1993), Friends of God (1993), Want to be in God's Family? (1994), Growing Up in God's Family (1994), Reaching Families (1995) und Temptation and Testing (2007). Außerdem schrieb er einen Beitrag für den Sammelband Through the Eyes of a Child (2009).

## Wirken in der Öffentlichkeit
Die Schwerpunkte seiner seelsorgerischen Kirchenarbeit lagen in der religiösen Kinder- und Jugendarbeit, insbesondere in der Heranführung von Kindern und Jugendlichen an den christlichen Glauben. Im Rahmen seines Engagements für die Scripture Union organisierte er bis 2004 alljährlich Kinder- und Jugendfreizeiten in der Grafschaft Kent. 2004 übernahm er in der Church of England die Rolle eines Advocate for Children. Intensiv kümmerte er sich um die Seelsorge in Innenstadtgemeinden, organisierte Gebetswallfahrten und religiöse Besinnungstage.
Auf Diözesanebene initiierte und pflegte Butler intensive Kontakte mit Partnerdiözesen in Uganda, Ruanda und Burundi. Von 1988 bis 1999 und von 2000 bis 2001 gehörte er dem Council of the Rwanda Mission/Mid Africa Ministry an. 2001 wurde er Treuhänder der Church Mission Society, seit 2008 ist er deren Vorsitzender. 2004 wurde er zum Honorarkanoniker (Honorary Canon) der Byumba Cathedral in Ruanda ernannt.
Im Mai 2023 wirkte er bei der Krönungszeremonie des Königs Charles III. mit.

## Mitgliedschaft im House of Lords
Butler gehört in seiner Eigenschaft als Bischof von Southwell und Nottingham und später als Bischof von Durham seit dem 18. Dezember 2013 als Geistlicher Lord dem House of Lords offiziell an.

## Privates
Butler ist mit Rosemary Butler verheiratet. Seine Frau ist ausgebildete Krankenschwester und Hebamme und arbeitet als Krankenpflegerin. Er ist Vater von vier Kindern, zwei Söhnen und zwei Töchtern. Zu seinen Freizeitaktivitäten und Hobbys zählt Butler Lesen, das Schreiben von Büchern und Spazierengehen. Butler hört gerne Musik, insbesondere von Coldplay, Elbow, Genesis und Eric Clapton, im Bereich der Klassik gehören Georg Friedrich Händel, Johann Sebastian Bach und Ludwig van Beethoven zu seinen bevorzugten Komponisten. Er ist aktiver Cricketspieler und verfolgt regelmäßig diverse Sportveranstaltungen im Fernsehen.